# The World Is a Ghetto
The World Is a Ghetto è il quinto album in studio del gruppo musicale statunitense War, pubblicato dall'etichetta United Artists nel 1972.

## Tracce
Side 1
1. The Cisco Kid – 4:35
2. Where Was You At – 3:25
3. City, Country, City – 13:18

Side 2
1. Four Cornered Room – 8:30
2. The World Is a Ghetto – 10:10
3. Beetles in the Bog – 3:51